# Rhamnus smithii
Rhamnus smithii är en brakvedsväxtart som beskrevs av Edward Lee Greene. Rhamnus smithii ingår i släktet getaplar, och familjen brakvedsväxter. Inga underarter finns listade i Catalogue of Life.